# März 1985
Portal Geschichte | Portal Biografien | Aktuelle Ereignisse | Jahreskalender | Tagesartikel

◄ |
19. Jahrhundert |
20. Jahrhundert
| 21. Jahrhundert

◄ |
1950er |
1960er |
1970er |
1980er
| 1990er | 2000er | 2010er | ►

◄ |
1981 |
1982 |
1983 |
1984 |
1985
| 1986 | 1987 | 1988 | 1989 | ►

◄ |
Dezember 1984 |
Januar 1985 |
Februar 1985 |
März 1985 |
April 1985 |
Mai 1985 |
Juni 1985 |
►
Dieser Artikel behandelt aktuelle Nachrichten und Ereignisse im März 1985.

## Tagesgeschehen

### Freitag, 1. März 1985
- Montevideo/Uruguay: Julio María Sanguinetti von der Roten Partei wird als neuer Staatspräsident vereidigt. Er war Verhandlungsführer der demokratischen politischen Kräfte, die ab 1981 mit den seit 1973 diktatorisch über das Land regierenden Streitkräften die Bedingungen für die Rückkehr Uruguays zur Demokratie aushandelten. Sanguinetti ist das erste demokratisch gewählte Staatsoberhaupt seit zwölf Jahren.[1]

### Sonntag, 3. März 1985

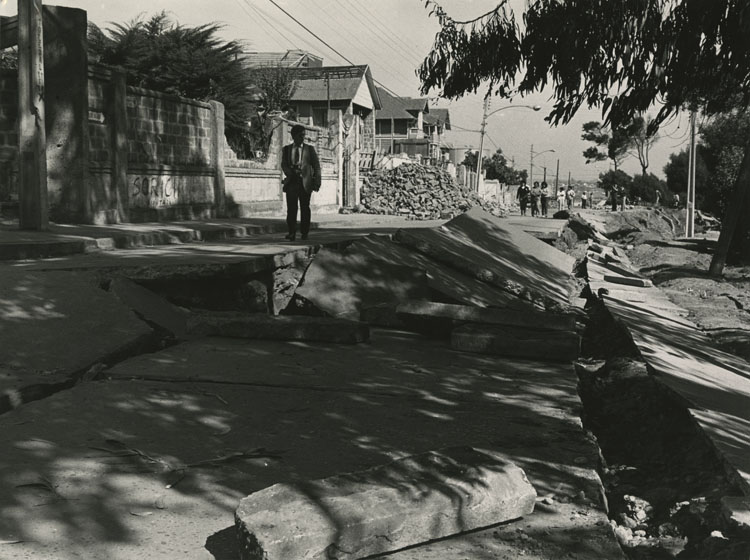
Szene in San Antonio, Chile

- Créteil/Frankreich: Ein Schwurgericht verurteilt den Exil-Armenier Waruschan Karapetjan zu einer lebenslangen Freiheitsstrafe. Als Anführer der französischen Sektion der terroristischen Vereinigung Asala tötete er im Juli 1983 im Flughafen Paris-Orly acht Personen am Schalter der Fluggesellschaft Turkish Airways mit einer zeitgesteuerten Bombe.[2]
- Valparaíso/Chile: Die Provinz San Antonio in der Region Valparaíso sowie der Süden der Metropolregion Santiago und Gebiete in der Región del Libertador General Bernardo O’Higgins werden bei einem Erdbeben mit Epizentrum vor der Pazifikküste nahe der Stadt San Antonio am stärksten verwüstet. In der Region Valparaíso kommen 68 Menschen ums Leben, in der Metropolregion Santiago sind es 80 und insgesamt circa 180. Die materiellen Schäden des Erdbebens der Stärke 8,0 Mw summieren sich auf über eine Milliarde US-Dollar.[3][4]

### Dienstag, 5. März 1985

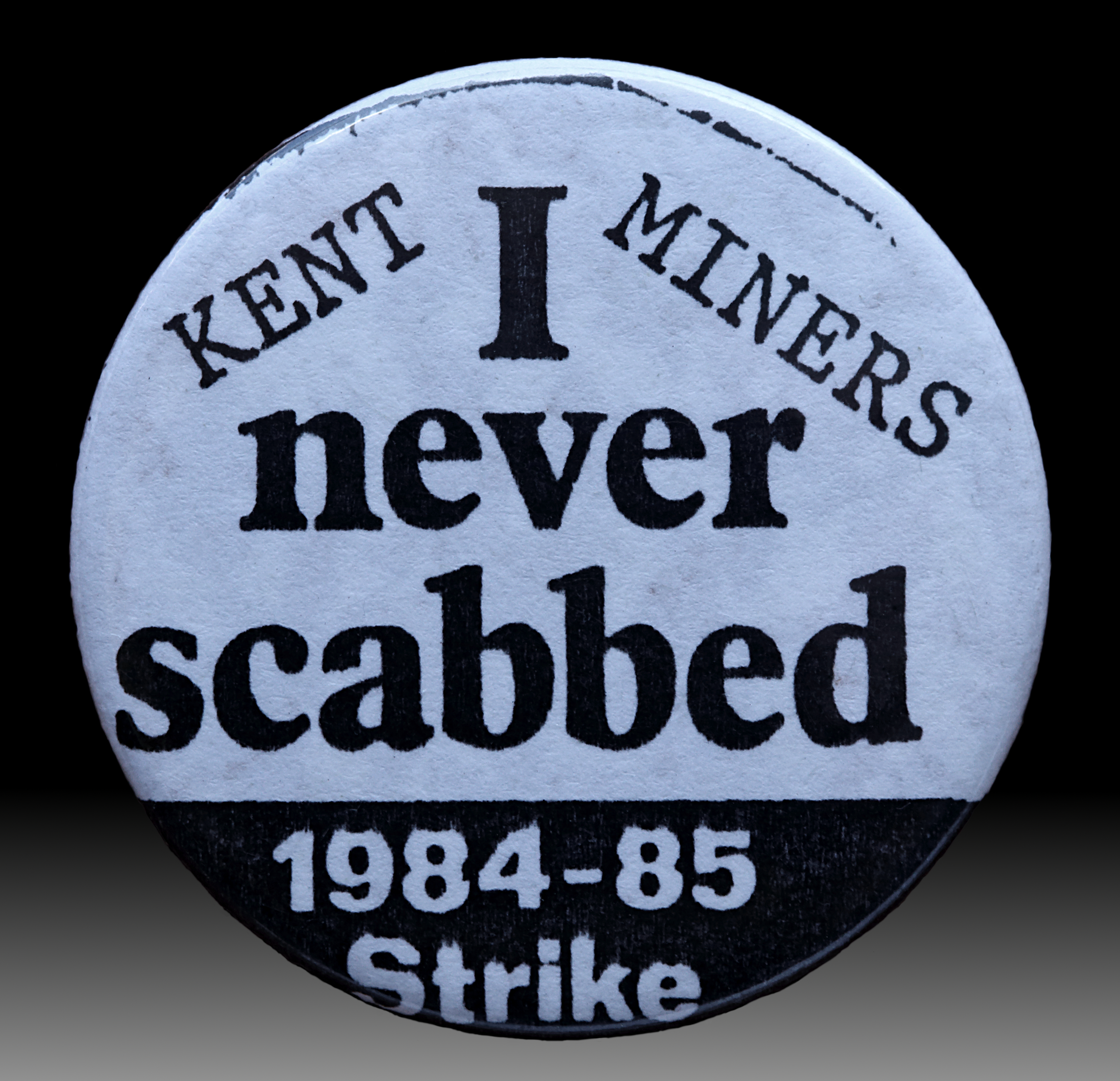
Anstecker für streikende Bergarbeiter: „Ich habe nie gehauen“

- Vereinigtes Königreich: Die Bergleute Großbritanniens, deren Streik insgesamt zwölf Monate währte, kehren nach einem entsprechenden Aufruf der Nationalen Gewerkschaft der Bergarbeiter an ihre Arbeitsplätze zurück. Es gibt am Ende des Ausstands keinen zählbaren Erfolg für die Seite der Bergarbeiter. Das Ende der Arbeitskampfmaßnahmen war absehbar, als sich immer mehr Bergleute dafür entschieden, ihrer Beschäftigung trotz des Streiks wieder nachzugehen.[5]

### Sonntag, 10. März 1985

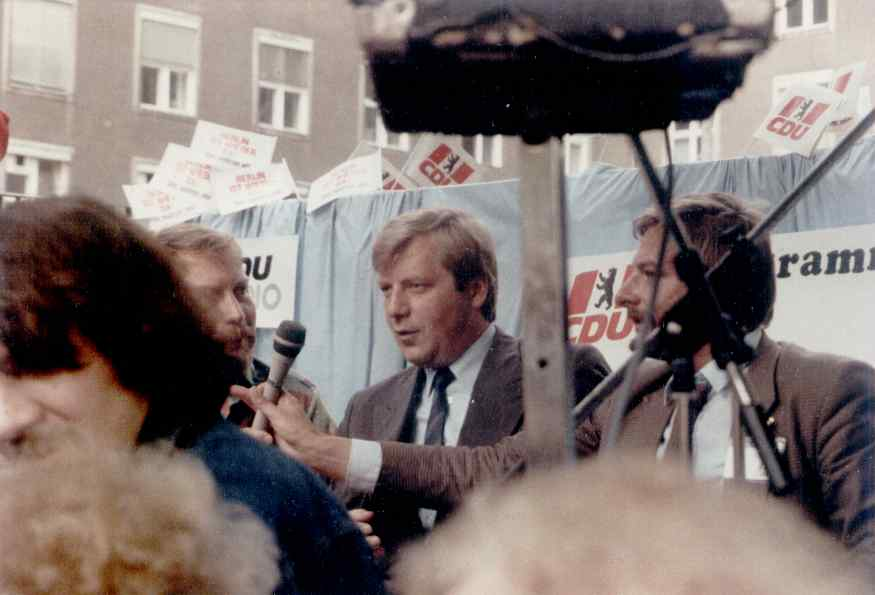
Eberhard Diepgen

- Berlin/Deutschland: Bei der Wahl zum Abgeordnetenhaus stellt sich Eberhard Diepgen (CDU), der im Februar 1984 Amtsnachfolger von Richard von Weizsäcker als Regierender Bürgermeister der Stadt und des Landes Berlin wurde, erstmals einer Wahl durch das Volk. Der Stimmenanteil der Parteien der schwarz-gelben Koalition steigt um 1,3 % gegenüber 1981. Die SPD mit Spitzenkandidat Hans Apel büßt 5,9 % gegenüber 1981 ein.[6]
- Bern/Schweiz: Die Teilnehmer einer Volksabstimmung lehnen die Volksinitiative „Für eine Verlängerung der bezahlten Ferien“ ab. Zugleich sprechen sie sich für die drei vorgelegten Bundesbeschlüsse aus, so dass die Eidgenossenschaft den Kantonen keine Zuschüsse mehr für den Betrieb der Primarschulen, für Lebensmittelkontrollen und für Beiträge der Berufsausbildung zahlen muss.[7]
- Moskau/Sowjetunion: Durch den Tod von Konstantin Tschernenko ist eine der beiden führenden Atommächte der Welt und das bestimmende Land der sozialistischen „Hemisphäre“ zum zweiten Mal binnen zwölf Monaten vorübergehend ohne Führungsperson.[8]
- Saarbrücken/Deutschland: Bei der Landtagswahl im Saarland entscheiden sich 49,2 % der Wähler für die SPD. Damit drängt Oskar Lafontaine bei seiner zweiten Spitzenkandidatur für das Amt des Ministerpräsidenten die Parteien der Regierungskoalition aus CDU und FDP/DPS in die Opposition.[9]

### Montag, 11. März 1985

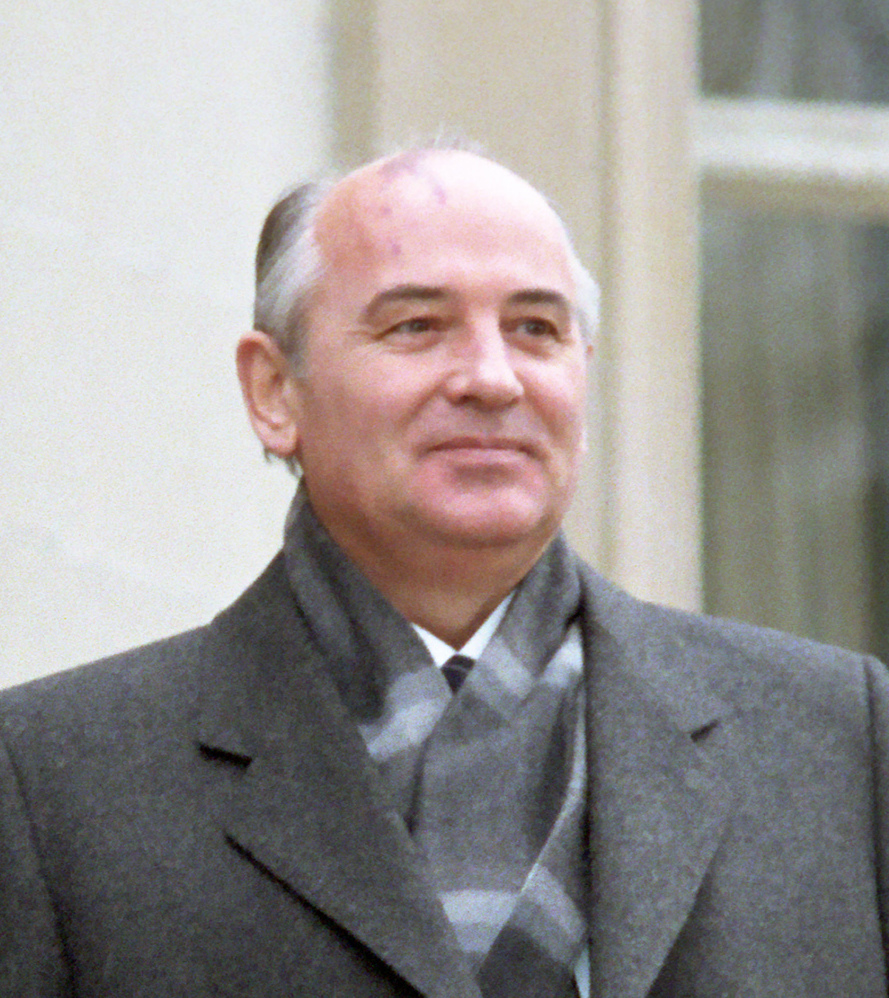
Michail Gorbatschow

- Moskau/Sowjetunion: Das Zentralkomitee der KPdSU wählt den als Reformer geltenden Michail Gorbatschow zu seinem neuen Generalsekretär. Dessen Amtsvorgänger Konstantin Tschernenko verstarb am Tag zuvor. Gorbatschow ist damit de facto neues Staatsoberhaupt der Sowjetunion.[10]

### Sonntag, 17. März 1985

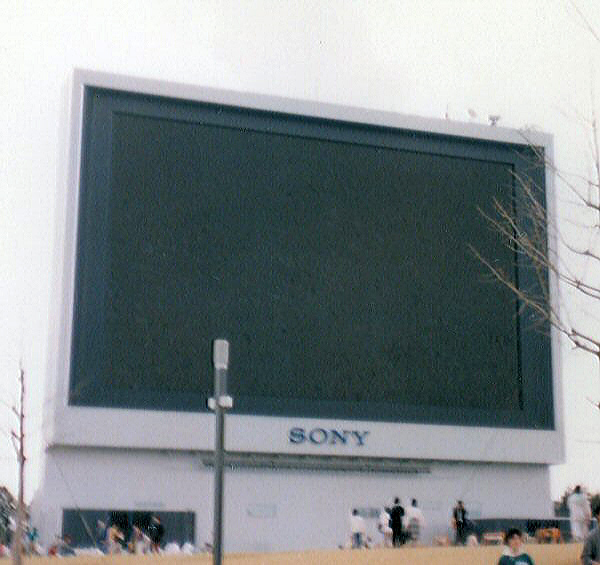
Sony präsentiert auf der Expo den neuen Großbildschirm JumboTron

- Tsukuba/Japan: Die spezialisierte Weltausstellung „Expo Tsukuba 1985“ zum Thema „Wissenschaft und Technik für den Alltag der Menschen“ wird eröffnet. Bis September werden über 20 Millionen Besucher erwartet. Aus Europa nehmen nur zwölf Länder an der Leistungsschau teil, darunter die Bundesrepublik Deutschland und die Schweiz.[11]

### Montag, 18. März 1985
- Sydney/Australien: Der Fernsehsender Seven Network startet die Ausstrahlung der Seifenoper Neighbours (deutscher Titel: Nachbarn).[12]

### Freitag, 22. März 1985
- Wien/Österreich: Die Konferenz der Vereinten Nationen zum Schutz der Ozonschicht endet mit einem Zeitplan für die Reduktion verschiedener Treibgase, die das stratosphärische Ozon zerstören. Treibgase emittierende Produkte werden hauptsächlich in den Industrieländern verwendet, aber ihre weltweite Verbreitung nimmt zu. Die Schädlichkeit der Gase, z. B. der Fluorchlorkohlenwasserstoffe, für die Ozonschicht gilt als erwiesen.[13]

### Samstag, 23. März 1985
- Douglas County/Vereinigte Staaten: In der Gesamtwertung der Herren-Wettbewerbe des Alpinen Skiweltcups 1984/85 belegt der Luxemburger Marc Girardelli nach dem letzten Rennen im Heavenly Mountain Resort Platz 1. Bei den Damen gewinnt den Gesamt-Weltcup Michela Figini aus der Schweiz.[14][15]

### Montag, 25. März 1985
- Los Angeles/Vereinigte Staaten: Bei den 57. Academy Awards der Filmbranche wird Amadeus von Regisseur Miloš Forman als bester Film prämiert. Den Oscar für den besten Filmsong erhält Stevie Wonder als Schöpfer des Titels I Just Called to Say I Love You aus dem Film Die Frau in Rot.[16]

### Mittwoch, 27. März 1985
- Gauteng/Südafrika: Ein Bus mit Studenten der Hoërskool-Vorentoe-Schule an Bord durchbricht in der Nähe von Johannesburg die Absperrung einer Brücke über den Westdene-Damm und versinkt im Wasser. Nach ersten Angaben sterben 39 Insassen, und einige der mindestens 30 Personen, die sich in Sicherheit brachten oder gerettet werden konnten, sind ebenfalls lebensgefährlich verletzt.[17]

### Donnerstag, 28. März 1985

Logo der North American Soccer League

- New York/Vereinigte Staaten: Die North American Soccer League, höchste nordamerikanische Liga für Profifußball, sagt die Saison 1985 ab, da lediglich die Minnesota Strikers und Toronto Blizzard an ihr teilnehmen wollen. Wenige Jahre zuvor zog die Liga noch Weltstars wie Pelé, Beckenbauer und Cruyff an.[18]

## Weblinks

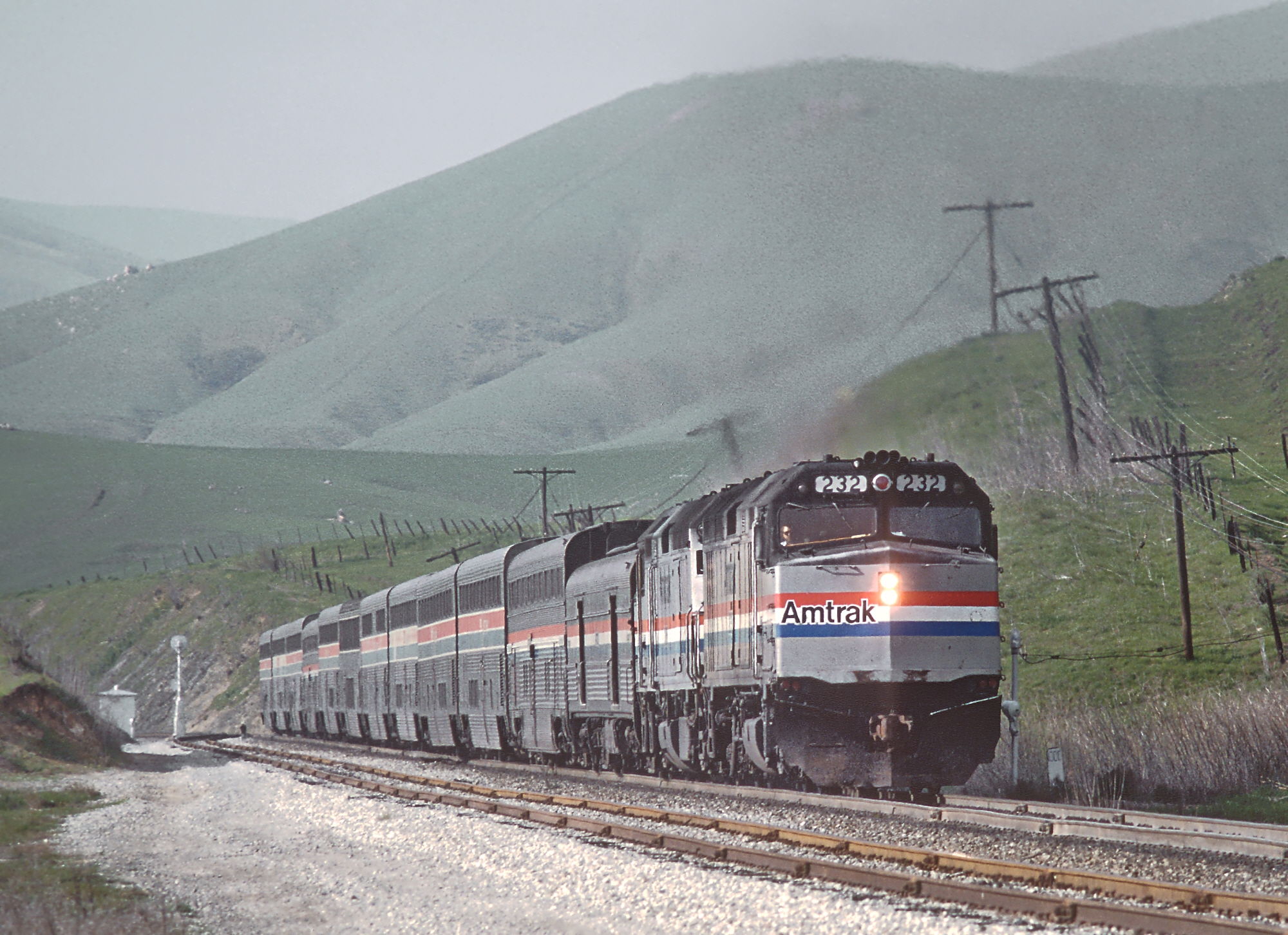
Kalifornien im März 1985